# Марквард фон Зальцбах
Ма́рквард фон За́льцбах (нім. Maquard von Salzbach) — тевтонський лицар, що брав активну участь у налагодженні стосунків між Орденом та Великим князівством Литовським у 1389—1410 роках, брав участь у Ворсклинській та Грюнвальдській битвах.
Перша згадка про Маркварда фон Зальцбаха датується 1384 роком, коли Вітовт, перебуваючи у стані війни з Ягайлом, несподівано порушив мир з Тевтонським орденом. Військо Вітовта захопило замок Новий Марієнбург, каштеляном якого був саме Марквард фон Зальцбах, який потрапив у полон.
Невдовзі Вітовт і Марквард стали друзями. Марквард навіть був радником Вітовта. У 1389 році, готуючись до нового протистояння з Ягайлом, Вітовт посилає в Орден посольство на чолі з Марквардом. Після повернення в землі Ордену, Маркварт отримує посаду комтура замку Рагніт, а завдяки знанню литовської мови (вивченої в 1384—1389 рр.) він стає одним із головних експертів з литовських справ.
У 1392 році Вітовт порушив перемир'я з Орденом (Вітовт на той час помирився з Ягайло). Розпочалася нова війна Литви з Орденом, що завершилася в 1398 році укладенням Салінського договору. Маркварт також брав активну участь у самій війні і переговорах щодо укладення зазначеного договору.
У 1399 році Марквард фон Зальцбах бере участь у Битві на Ворсклі разом з загоном тевтонців.
За різними даними у битві брало участь 100, 400 чи 1600 воїнів, приведених Марквардом фон Зальцбахом. Найбільша цифра оцінює кількість тевтонців у 1600 вершників, з яким вціліли лише 3 лицарів і незначна кількість простих воїнів.
В 1401 році Вітовт інспірував повстання жемайтів. Марквард звинуватив литовського князя у зраді й зірвав переговори з приводу чергового миру. Новий мир між ВКЛ та Орденомбуло укладено тільки в 1404 році. Після укладення миру Марквард фон Зальцбах образив матір Вітовта Біруту в тому, що вона була не достатньо цнотливою.
Після цієї образи Марквард став одним із головних ворогів Вітовта.
У 1410 році під Грюнвальдом Вітовт і Марквард зустрілися знову. Марквард брав участь у битві як комтур Бранденбурга.
Польський хроніст Ян Длугош у своїй роботі «Banderia Prutenorum» («Прусські знамена») зазначив, що саме його батько взяв у полон Маркварта фон Зальцбаха. Длугош зазначає, що Вітовт, розгніваний зухвалою поведінкою полоненого Маркварда, наказав його стратити.